# Almoxatona
Almoxatona (MD-780,236) es un selectivo inhibidor reversible de la MAO-B. Fue patentado como un antidepresivo y agente antiparkinsoniano pero nunca se comercializó.